# Fotofosforilacija
U procesu fotosinteze, fosforilacija ADP do ATP koristeći energiju sunčevevog svetla se naziva fotofosforilacija. Samo dva izvora energije su dostupna živim organizmima: sunčeva svetlost i redukciono-oksidacione (redoks) reakcije. Svi organizmi proizvode ATP, koji je univerzalna energetska valuta živih bića. Pri fotosintezi obično dolazi do fotolize vode i konstantnog jednosmernog protoka elektrona od vode do PS.
U fotofosforilaciji, svetlosna energija se koristi za kreiranje visko-energetskog elektronskog donora i nisko-energetskog elektronskog akceptora. Elektroni se zatim spontano pokreću sa donora na akceptor putem lanca elektronskog transporta.

## ATP i reakcije
ATP formira enzim ATP sintaza. Struktura ovog enzima i njegov gen su veoma slični kod svih poznatih životnih formi.
ATP sintataza se napaja transmembranskim elektrohemijskim gradijentom potencijala, obično u vidu protonskog gradijenta. Funkcija lanca elektronskog transporta je da se stvori taj gradijent. U svim živim organizmima, serije redoks reakcija se koriste za formiranje transmembranskog gradijenta elektrohemijskog potencijala, ili takozvane protonske pogonske sile.
Redoks reakcije su hemijske reakcije u kojima se elektroni prenose sa molekula donora na molekule akceptora. Osnovna sila koja upravlja ovim reakcijama je Gibsova slobodna energija reaktanata i produkata. Gibsova slobodna energija je energija koja je dostupna („slobodna”) za vršenje rada. Svaka reakcija koja umanjuje sveukupnu Gibsovu slobodnu energiju sistema se spontano odvija (ako je sistem izobarski i adijabatski), mada reakcija može da odvija sporo ako je kinetički inhibirana.
Transfer elektrona visoko-energetskog molekula (donora) na nisko-energetski molekul (akceptor) može da bude prostorno odvojen u serije intermedijernih redoks reakcija. To je lanac transporta elektrona.
Činjenica da je reakcija termodinamički moguća ne znači da će se ona zapravo odvijati. Smeša vodoničnog i kiseoničnog gasa se spontano ne pali. Za to je neophodno da se obezbedi energija aktivacije ili da se snizi unutrašnja energija aktivacije sistema, da bi se omogućilo odvijanje većine biohemijskih reakcija korisnom brzinom. Živi sistemi koriste kompleksne makromolekularne strukture za snižavanje energije aktivacije biohemijskih reakcija. 